# Mercure de France
Pour les articles homonymes, voir Mercure.
Ne doit pas être confondu avec Mercure de France (maison d'édition).
Le Mercure galant devenu le Mercure de France est une revue française fondée en 1672 et qui après plusieurs formules et équipes éditoriales, disparaît en 1965.
Dans l'esprit, le Mercure galant faisait suite au Mercure françois fondé par Jean et Estienne Richer au début du XVIIe siècle, qui, publié de 1611 à 1648, fut la première revue française à voir le jour.

## Historique

### Mercure galant(1672-1724)
Le Mercure dont il est question est le dieu romain du commerce et des voleurs, le messager des dieux, que la tradition classique a fini par confondre avec le dieu grec Hermès, dieu protecteur.
Le Mercure galant est fondé par Jean Donneau de Visé, qui le dirige jusqu'à sa mort, en 1710. La première livraison date de 1672. Il est d’abord publié sous la forme d’un trimestriel (puis d’un mensuel à partir de mars 1677). Le Mercure galant a pour but d’informer le public des sujets les plus divers et de publier des poèmes ou des historiettes. Cette publication bénéficie d'un privilège royal. Les premiers numéros du Mercure galant contenant plusieurs histoires véritables sont édités par Claude Barbin entre 1672 et 1674 et forment six volumes au format in-12.
La publication reprend en mars 1677 sous le titre de Nouveau Mercure galant, puis redevient le Mercure galant entre janvier 1678 et avril 1714. De 1679 à mai 1710 il porte la mention « Dédié à Monseigneur le Dauphin ». De 1678 à 1685, un supplément trimestriel, l’Extraordinaire du Mercure galant s'est ajouté aux périodiques mensuels. Conçus pour les contributions des lecteurs, ils publient leurs productions galantes et relatent les évènements particuliers. Entre 1680 et 1709, Jean Donneau de Visé s'associe à Thomas Corneille. En juin 1710, la rédaction est reprise par Charles du Fresny. Le 5 mars 1683, Edme Boursault donna au théâtre la pièce le Mercure galant, ou la Comédie sans titre. Donneau de Visé s’étant plaint, pendant longtemps, cette comédie, imprimée sous le nom de Poisson, est intitulée la Comédie sans titre.
Au total 488 volumes ont été publiés entre 1672 et 1710 sous la direction de son fondateur. Après la mort de Donneau de Visé, la revue continue à paraître d'abord avec Charles Dufresny jusqu’en avril 1714, soit 44 volumes.
Elle est reprise en octobre 1714, sous le titre Nouveau Mercure galant, avec à sa direction Lefebvre de Fontenay, qui l'abandonne en octobre 1716, publiant entretemps un supplément fort remarqué en octobre 1715 intitulé Journal historique de tout ce qui s'est passé depuis les premiers jours de la maladie de Louis XIV…, communiqué par le marquis de Dangeau.
En janvier 1717, l'abbé Pierre-François Buchet relance le titre jusqu’en mai 1721 sous le nom de Le Nouveau Mercure, introduisant une nouvelle typographie.

### PremierMercure de France(1724-1823)

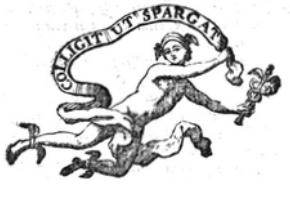
Marque de la revue telle qu'elle apparaît en page de titre en 1749.

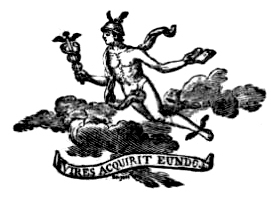
Marque de la revue telle qu'elle apparaît en page de titre en 1812. Cette marque fut reprise par Vallette en 1890.

Avec la reprise par Antoine de La Roque, la revue change de titre au mois de juin 1724 et devient le Mercure de France, dédié au roi. La revue s'ouvre aux meilleurs morceaux choisis de la littérature.
Louis Fuzelier l'anime de 1745 à septembre 1752, puis c'est l'académicien Louis de Boissy jusqu’en 1758 et enfin dès l'août de cette année, Jean-François Marmontel en prend la direction, qui lui fut retirée aux commencement de l'année 1760, ce dernier ayant tendance à exagérer certains faits. Il fut remplacé par le traducteur angliciste Pierre-Antoine de La Place.
De 1768 à 1778, Le Mercure est la propriété de Jacques Lacombe, qui faisait partie de la rédaction depuis 1761, et le revend à l'éditeur Charles-Joseph Panckoucke. Jean-François de La Harpe en est le rédacteur pendant vingt ans, associé avec Jacques Mallet du Pan, ce dernier développant les aspects politiques, en remplacement de Joseph-Gaspard Dubois-Fontanelle. Panckoucke garda la direction jusqu'en 1798 et réunit jusqu'à 15 000 abonnés en l'intégrant dans son groupe éditorial, l'un des plus importants d'Europe. Durant les premières années de la République, sous la direction de Jean-Jacques Lenoir-Laroche, on y croise Marmontel, Julien Louis Geoffroy, Cabanis, Antoine-Alexandre Barbier parmi d'autres.
Héritier de Panckoucke, Henri Agasse revend le titre en 1799 au fils du libraire Cailleau qui publie 40 numéros. En 1800, la maquette est transformée, la direction passe à Jean-Baptiste Esménard et l'impression est confiée à Pierre Didot : Fontanes, La Harpe, Morellet, Bourlet de Vauxcelles essayent de faire revivre la revue sur une ligne conservatrice et catholique qui se veut proche de l'Empire. Chateaubriand en est un moment propriétaire, jusqu'à 1807.
En septembre 1807, la revue fusionne sur ordre de l'Empereur avec La Décade philosophique, journal pourtant idéologiquement opposé au Mercure. Les années 1814 et 1815 sont chaotiques et un lancement de formule hebdomadaire échoue puis le titre s'interrompt jusqu’en juillet 1819. La reprise est assurée par Roquefort qui emploie notamment Pierre-Joseph Briot qui signe « Bourg Saint-Edme ».
L'entreprise connaît des difficultés de parution. Une association d'écrivains libéraux d'opposition se forment et s'en va fonder Mercure du XIXe siècle, tandis que le Mercure de France cesse de paraître en 1825.

### DeuxièmeMercure de France(1835-1882)
En 1835 le Mercure de France ressuscite. Dirigé par M. Piquée, placé sous l'égide éditoriale de Samuel-Henri Berthoud et imprimé par Auguste Desrez, ce nouveau journal n'est à l'évidence qu'une annexe du Musée des familles, et l'histoire des deux revues reste finalement, durant la période 1835-1882, concomitante.
Le nouveau Mercure de France paraît d'abord mensuellement de manière indépendante de février 1835 jusqu'en janvier 1837. Il est ensuite directement intégré à la fin des numéros mensuels du Musée des familles dont il devient un simple supplément gratuit en novembre 1844. En 1846, il est à nouveau externalisé, pour être cette fois imprimé dans les pages intérieures des chemises de livraisons du Musée des familles. En 1882, après le rachat du Musée des familles par Charles Delagrave, la rubrique du Mercure de France persiste, mais elle se réduit alors à un simple court article banal et insignifiant.

### TroisièmeMercure de France(1890-1965)

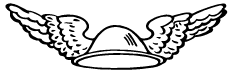
Nouvelle marque de la revue à partir de 1897 : le casque ailé du dieu Mercure.

En janvier 1890 la revue littéraire du Mercure de France est refondée par Alfred Vallette et son épouse Rachilde, avec un groupe d’amis dont les réunions ont lieu au café de la Mère Clarisse, rue Jacob : Jean Moréas, Ernest Raynaud, Jules Renard, Remy de Gourmont, Louis Dumur, Alfred Jarry, Albert Samain, Saint-Pol-Roux, George-Albert Aurier et Julien Leclercq : la génération symboliste.

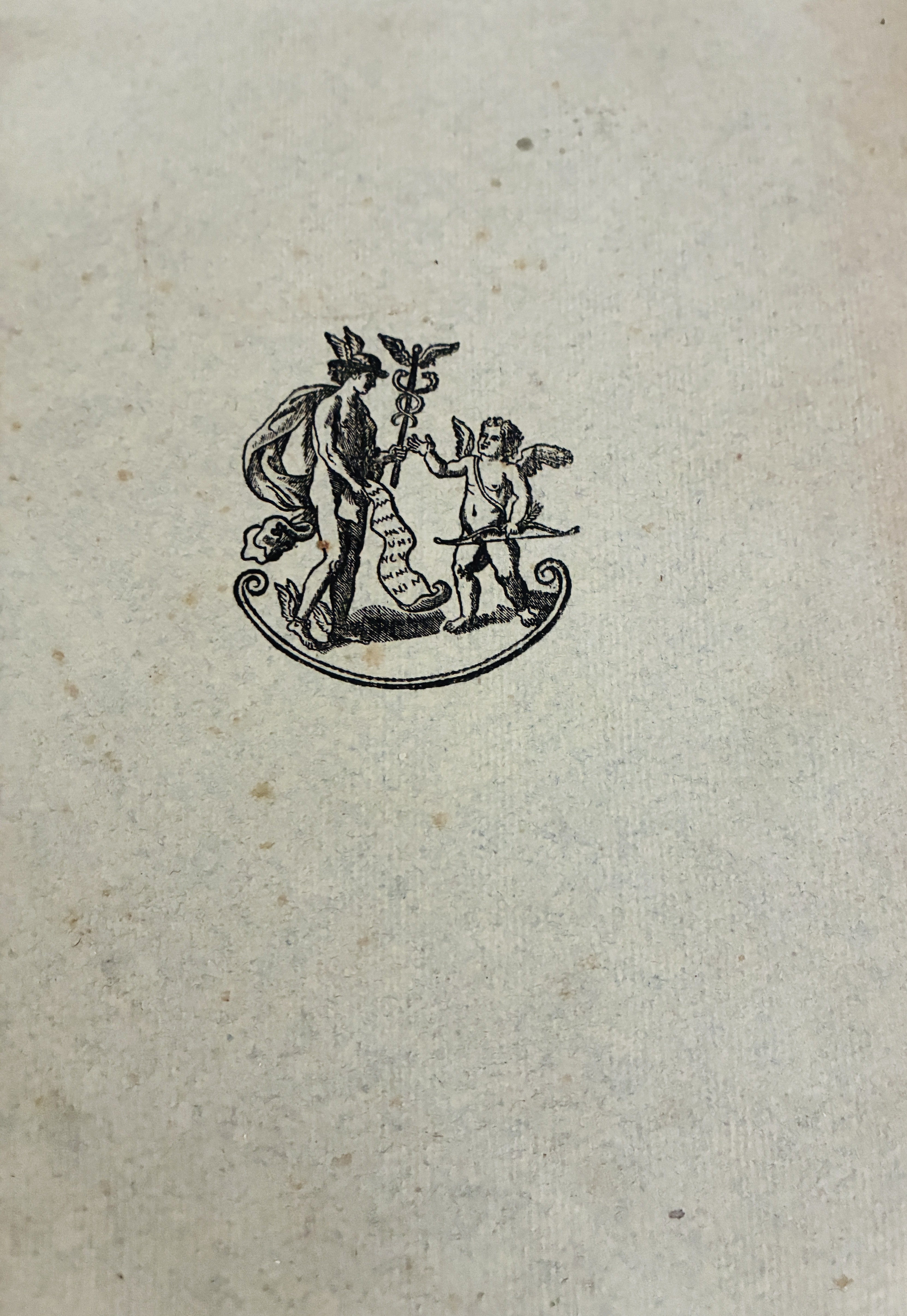
Illustration d'un ouvrage de Etienne Deville

Cette revue ne fut possible qu'avec ce que l'on appelait à l'époque « La Seconde Pléiade » lancée par Rodolphe Darzens en 1886, qui accueille à cette époque de nombreux jeunes poètes, futurs collaborateurs du Mercure. Alfred Vallette va y prendre le pouvoir et la transformer en un nouveau Mercure de France.

Selon André Billy : 

« C’est Louis Dumur qui, un soir de la fin de 1889, au café François Ier avait eu avec Édouard Dubus et Gabriel-Albert Aurier la conversation d’où résulta la résurrection du très ancien Mercure de France. Les trois jeunes gens tombèrent d’accord pour proposer à Vallette la direction de la nouvelle revue. Après un quart d’heure de réflexion, Vallette accepta et alla chercher Albert Samain et Louis Denise, qui amena Remy de Gourmont, son collègue à la BNF. Jean Court [1867-1933] fut recruté par Dubus, Julien Leclercq par Aurier, Ernest Raynaud par Dumur et Jules Renard par Raynaud. L’assemblée constitutive se tint au Café Français, près de la gare Saint-Lazare, et le 25 décembre 1889 parut le premier numéro du Mercure de France, daté de janvier 1890. Que de fois, au cours de nos réunions des Soirées de Paris, René Dalize ne devait-il pas nous rappeler l’exemple du Mercure ? Hélas, les Soirées de Paris n’eurent pas leur Alfred Vallette ! »

Elle accède progressivement à la reconnaissance et développe bientôt un département d'édition d'ouvrages, « Les éditions du Mercure de France » en 1893. Mallarmé, Remy de Gourmont et Heredia y font paraître quelques textes inédits. Elle devient bimensuelle en 1905.
Georges Duhamel remplace Vallette, mort en septembre 1935, les succès de cet auteur ayant permis à la revue de sortir indemne de la crise de 1929, puis laisse la place à Jacques Bernard, qui engage dès 1941 la revue dans la collaboration, ce qui lui vaudra d’être condamné à cinq ans de réclusion, en 1945. Duhamel, actionnaire principal de la maison, confie ensuite la revue au résistant Paul Hartman : c'est lui qui accueille des textes d'Henri Michaux, Pierre Reverdy, Pierre Jean Jouve, Louis-René des Forêts et Yves Bonnefoy, ainsi que le Journal de Paul Léautaud.
En 1958, les éditions Gallimard rachètent les éditions du Mercure de France dont la direction est confiée à Simone Gallimard. La revue cesse, quant à elle, de paraître à la fin de l'année 1965.

## Volumes disponibles en ligne

### 1672-1791
- Mercure galant, de 1672 à 1674 dans Gallica, la bibliothèque numérique de la BnF.
- Mercure galant, de 1678 à 1682 dans Gallica.
- Mercure galant, de 1672 à 1709
- Mercure galant, de 1710 à 1714
- Nouveau Mercure galant, de 1714 à 1716
- Nouveau Mercure, de 1717 à 1721
- Mercure, de 1721 à 1723
- Mercure de France, de 1724 à 1778
- Mercure de France dans Gallica.
- Mercure de France, de 1778 à 1791

### 1835-1836
- Mercure de France, Paris, 1835-1836 (lire en ligne).

### 1890-1935
- Mercure de France, Paris, 1890-1935 (lire en ligne).